# Sääksjärvi (sjö i Södra Savolax, lat 61,93, long 27,67)
Sääksjärvi är en sjö i Finland. Den ligger i kommunen Jockas i landskapet Södra Savolax, i den södra delen av landet, 240 km nordost om huvudstaden Helsingfors. Sääksjärvi ligger 123,2 meter över havet. Arean är 1,83 kvadratkilometer och strandlinjen är 13,52 kilometer lång. Sjön  ingår i Vuoksens huvudavrinningsområde.   I omgivningarna runt Sääksjärvi växer i huvudsak blandskog.